# En galen jul
En galen jul (originaltitel: Christmas in Wonderland) är en kanadensisk-amerikansk långfilm från 2007 i regi av James Orr.

## Handling
Wayne Saunders har precis flyttat in i ett nytt hus i en ny stad tillsammans med sina tre barn. Hans fru har fastnat i Los Angeles, så Wayne får ta med sig ungarna till ett köpcentrum för att julhandla. När de är framme ber Wayne sina söner Danny och Brian att ta med sig deras lillasyster Mary så att hon får träffa jultomten, medan han själv ska handla julklappar. 
Danny har ingen lust att träffa tomten, så han knallar iväg för att prata med en tjej och lämnar sina syskon ensamma. Men Brian och Mary klarar sig själva och hittar snart en väska som innehåller en miljon dollar. De bestämmer sig för att börja använda pengarna och de köper en massa saker. Men snart visar det sig att pengarna är förfalskade, och snart är både polisen och pengarnas riktige ägare ute efter dem.

## Om filmen
Filmen spelades in i West Edmondonton Mall, ett köpcentrum som ligger i Kanada. Inspelningen påbörjades långt efter att julen var över och man lät juldekorationerna sitta kvar, vilket besökarna tyckte var konstigt. Ett lokalt nyhetsprogram började undersöka varför dekorationerna fortfarande inte plockats ned. Kort därefter tillkännagavs att filmen skulle spelas in där.
Rollen som Mary spelas av två tvillingsystrar.

## Rollista i urval
- Patrick Swayze - Wayne Saunders
- Matthew Knight - Brian Saunders
- Amy Schlagel - Mary Saunders
- Zoe Schlagel - Mary Saunders
- Cameron Bright - Danny Saunders
- Carmen Electra - Ginger Peachum
- Tim Curry - Gordon McLoosh
- Matthew Walker - Jultomten